# Oro de Zimbabue
El oro de Zimbabue (en inglés: Zimbabwe Gold, abreviado como ZiG Codigo ISO: ZWG) es la moneda oficial de Zimbabue desde el 8 de abril de 2024 y está respaldado por activos duros por valor de 575 millones de dólares: monedas extranjeras, oro y otros metales preciosos. Reemplazó al dólar zimbabuense, que sufrió una rápida depreciación, y el tipo de cambio oficial superó los 30 000 dólares zimbabuenses por dólar estadounidense el 5 de abril de 2024, mientras que el tipo de cambio del mercado paralelo alcanzó los 40 000 por dólar estadounidense. La inflación anual en Zimbabue alcanzó el 55,3% en marzo de 2024.
Aunque existen denominaciones fraccionarias, el ZiG no tiene subdivisiones formales. La Bolsa de Valores de Zimbabue utiliza centavos, cada uno de los cuales indica 1⁄100 de un ZiG.

## Historia
Esta moneda se anunció el 5 de abril de 2024 y tomó el nombre de los tokens digitales ZiG, que ahora están disponibles como GBDT. El ZiG es el sexto intento de Zimbabue desde 2008 de crear una nueva moneda que opere independiente del dólar estadounidense.
Zimbabue tiene un sistema multimoneda, introducido en 2009 después de la hiperinflación del dólar zimbabuense. Además del ZiG, también son moneda de curso legal las monedas extranjeras, principalmente el dólar estadounidense y divisas de países cercanos. En marzo de 2024, el 80% de todas las transacciones en Zimbabue se realizaron en dólares estadounidenses. El gobierno y el banco central esperan que el uso de ZiG aumente gradualmente en el país. Las empresas deben pagar el 50% de sus impuestos trimestrales en ZiG.

## Billetes
Los billetes de oro de Zimbabue se anunciaron en ocho denominaciones: 1, 2, 5, 10, 20, 50, 100 y 200 ZiG; sin embargo, un anuncio posterior indicó que las denominaciones de 1, 2 y 5 ZiG se emitirían en forma de moneda. Comenzaron a circular el 30 de abril de 2024.
Los billetes están hechos de papel de algodón, tienen al Ave de Zimbabue como marca de agua y son todos iguales en tamaño, midiendo 155 × 65 mm.
Según un artículo de NewsDay del 31 de mayo de 2024, el gobernador John Mushayavanhu dijo que el Banco de la Reserva de Zimbabue no introducirá billetes de 50 o 200 ZiG en el corto plazo porque teme que los billetes más grandes alimenten la inflación. Sólo se ha confirmado la emisión como billetes de las denominaciones de 10 y 20 ZiG; Se presume que las denominaciones más bajas son monedas. Para junio se desconocía el destino del billete de 100 ZiG.
| Valor   | Dimensiones | Color principal | Color principal | Anverso                 | Reverso                                                    | Marca de agua           | Fecha de  | Fecha de            | Ref.   |
| Valor   | Dimensiones | Color principal | Color principal | Anverso                 | Reverso                                                    | Marca de agua           | Impresión | Emisión             | Ref.   |
| ------- | ----------- | --------------- | --------------- | ----------------------- | ---------------------------------------------------------- | ----------------------- | --------- | ------------------- | ------ |
| 1 ZiG   | 155 × 65 mm |                 | Azul            | Domboremari con árboles | Oro líquido moldeado sobre una pila de 12 lingotes de oro. | Ave de Zimbabue y "RBZ" | 2024      | No emitido          | [ 20 ] |
| 2 ZiG   | 155 × 65 mm |                 | Verde           | Domboremari con árboles | Oro líquido moldeado sobre una pila de 12 lingotes de oro. | Ave de Zimbabue y "RBZ" | 2024      | No emitido          | [ 20 ] |
| 5 ZiG   | 155 × 65 mm |                 | Rosa            | Domboremari con árboles | Oro líquido moldeado sobre una pila de 12 lingotes de oro. | Ave de Zimbabue y "RBZ" | 2024      | No emitido          | [ 20 ] |
| 10 ZiG  | 155 × 65 mm |                 | Azul marino     | Domboremari con árboles | Oro líquido moldeado sobre una pila de 12 lingotes de oro. | Ave de Zimbabue y "RBZ" | 2024      | 30 de abril de 2024 | [ 20 ] |
| 20 ZiG  | 155 × 65 mm |                 | Rosa y verde    | Domboremari con árboles | Oro líquido moldeado sobre una pila de 12 lingotes de oro. | Ave de Zimbabue y "RBZ" | 2024      | 13 de mayo de 2024  | [ 20 ] |
| 50 ZiG  | 155 × 65 mm |                 | Café            | Domboremari con árboles | Oro líquido moldeado sobre una pila de 12 lingotes de oro. | Ave de Zimbabue y "RBZ" | 2024      | Por definir         | [ 20 ] |
| 100 ZiG | 155 × 65 mm |                 | Verde olivo     | Domboremari con árboles | Oro líquido moldeado sobre una pila de 12 lingotes de oro. | Ave de Zimbabue y "RBZ" | 2024      | Por definir         | [ 20 ] |
| 200 ZiG | 155 × 65 mm |                 | Rojo            | Domboremari con árboles | Oro líquido moldeado sobre una pila de 12 lingotes de oro. | Ave de Zimbabue y "RBZ" | 2024      | Por definir         | [ 20 ] |

## Controversia
El Oro de Zimbabue (ZWL) perdió alrededor del 32% de su valor en el mercado interbancario en dos días de negociación, pasando de 22.950 a 33.903 por dólar estadounidense. La conversión a ZiG se basó en el precio del oro y el tipo de cambio swap. En un comunicado de prensa del 6 de abril de 2024, el Banco de la Reserva de Zimbabue anunció que el ZWL se convertiría a ZiG a un tipo de cambio de 2498,7242 ZWL por un ZiG. Los zimbabuenses tenían 21 días para convertir su efectivo en ZiG.
El Oro de Zimbabue (ZWL) comenzó a cotizar el 8 de abril de 2024 con un tipo de cambio de 13,56 ZiG por dólar estadounidense y, posteriormente, se le permitió flotar libremente.

### Zimswitchy los bancos
Se ordenó a todos los bancos e instituciones financieras convertir todos los saldos, obligaciones y cuentas de ZWL a la nueva moneda, ZiG 